# Sívritos
Sívritos, en grec moderne : Σίβριτος, ou Sývritos, en grec moderne : Σύβριτος, est un village et une ancienne municipalité du district régional de Réthymnon, en Crète, en Grèce. Depuis la réforme du gouvernement local de 2011, il fait partie du dème d'Amári, dont il est une unité municipale. Celle-ci a une superficie de 151 547 km2. Selon le recensement de 2011, la population de Kourítes compte 2 857 habitants. Le siège de l'unité municipale était à Agía Photeiní.

## Source de la traduction
- (en) Cet article est partiellement ou en totalité issu de l’article de Wikipédia en anglais intitulé « Sivritos » (voir la liste des auteurs).